# Estoa Basileos

La Estoa Basileos está marcada con el número 3. Plano del ágora de Atenas en el

La Estoa Basileos (del griego βασίλειος στοά, Basiléios stoá, o βασιλική στοά Basiliké stoá), también llamada Estoa Real o 'Estoa del Rey', fue una estoa construida circa 500 a. C., en el ágora de Atenas; es uno de los edificios más antiguos de la ciudad. Este pórtico era el primer elemento arquitectónico que se alzaba a la derecha, al entrar en la plaza por la Vía Panatenaica desde el Dípilon. Estaba situado en el ángulo noroeste, conocido como el de «los Hermas» dado el gran número de cabezas esculpidas erigidas allí.

## Funciones
Era la sede del arconte basileus o 'arconte rey', representaba el último vestigio de la antigua monarquía. Era el magistrado que se ocupaba de las cuestiones religiosas y el culto, de los procesos judiciales de asébeia (blasfemia) y de las reuniones del tribunal del Areópago, la asamblea donde se juzgaban los crímenes. Albergaba las copias de las leyes de Atenas, inscritas en piedra. La audiencia preliminar del juicio de Sócrates tuvo lugar en este pórtico.
Según Aristófanes, esta estoa era utilizada también para banquetes oficiales, hecho atestiguado por la vajilla encontrada.[cita requerida]

## Descripción
La Stoá Basileios era el primer edificio que se alzaba a la derecha, al entrar al Agora de Atenas recorriendo la Vía Panatenaica desde la puerta Dípilon. Estaba situado en el ángulo noroeste de la plaza pública (Agorá).
El edificio primitivo era pequeño y de orden dórico, con un frontispicio de ocho columnas y un podio en la base de las tres paredes. Aunque subsiste un problema de datación, ya que los elementos arquitectónicos, por su estilo, son del siglo VI a. C., mientras que la cerámica griega encontrada bajo el suelo puede datarse en los años 500 a. C. El material reutilizado para los cimientos ha llevado a la teoría de que la construcción debe datarse después de la ocupación persa de 480 a. C.
En el siglo IV a. C. alrededor del año 300 a. C. se agregaron dos cuerpos laterales salientes porticados, que avanzaban sobre el Camino del Oeste, que le otorgaron entonces un aspecto similar a la cercana Estoa de Zeus. Sus dimensiones comparadas eran pequeñas: 18 metros (m) de largo por 7,5 m de ancho.
Según el geógrafo griego Pausanias:

Sobre el tejado de este pórtico hay estatuas de terracota: Teseo lanzando al mar a Escirón y Hemera raptando a Céfalo.

Al este del edificio se erigió una estatua de Temis, diosa de la justicia.[cita requerida]
Por su frente pasaba el Camino del Oeste bajo el cual se desarrollaba el último tramo del Desagüe grande, antes de desembocar en el Erídano, entubado tres metros más al norte.

## Estado y religión
En la antigua Atenas  no existía una separación entre estado y religión. Un magistrado, llamado arconte Basileus, era responsable tanto de los asuntos religiosos como de las leyes de la ciudad estado.
Desde fines del siglo V a. C. era designado por sorteo en la asamblea de los ciudadanos libres y servía durante un año. Al frente de la Stoa había un gran bloque pétreo, sobre el que los arcontes basileus juraban fidelidad a las leyes de la polis.

## En elsigloXX
La Stoá Basiléios fue localizada y excavada a principios de los años 1970 bajo la supervisión de la arqueóloga Stella Grobel Miller, que trajo a la luz la esquina noroeste de la plaza del mercado (agorá) de la antigua Atenas. Este edificio ocupa el extremo oeste del espacio entre la vía de superficie del metro y la moderna calle Adrianou (Hadrian street en inglés). La Stoá Basiléios desde 1970 se encuentra a 5,8 metros (m) más abajo que el nivel de la moderna calle Adrianou. Excavada bajo los restos de una construcción romana, que la mantuvo cubierta y aislada de la degradación de las etapas bizantina y turca posteriores, ahora sus características son visibles.
La fachada principal mira al este, a la antigua plaza del mercado, los otros tres lados están cerrados por paredes de albañilería sólida, conformando un pórtico abierto sin divisiones interiores. Las dimensiones que se observan en sus cimientos son 17.7 m de longitud exterior y 7.2 m desde la pared posterior hasta la cara anterior del anta de las paredes laterales.

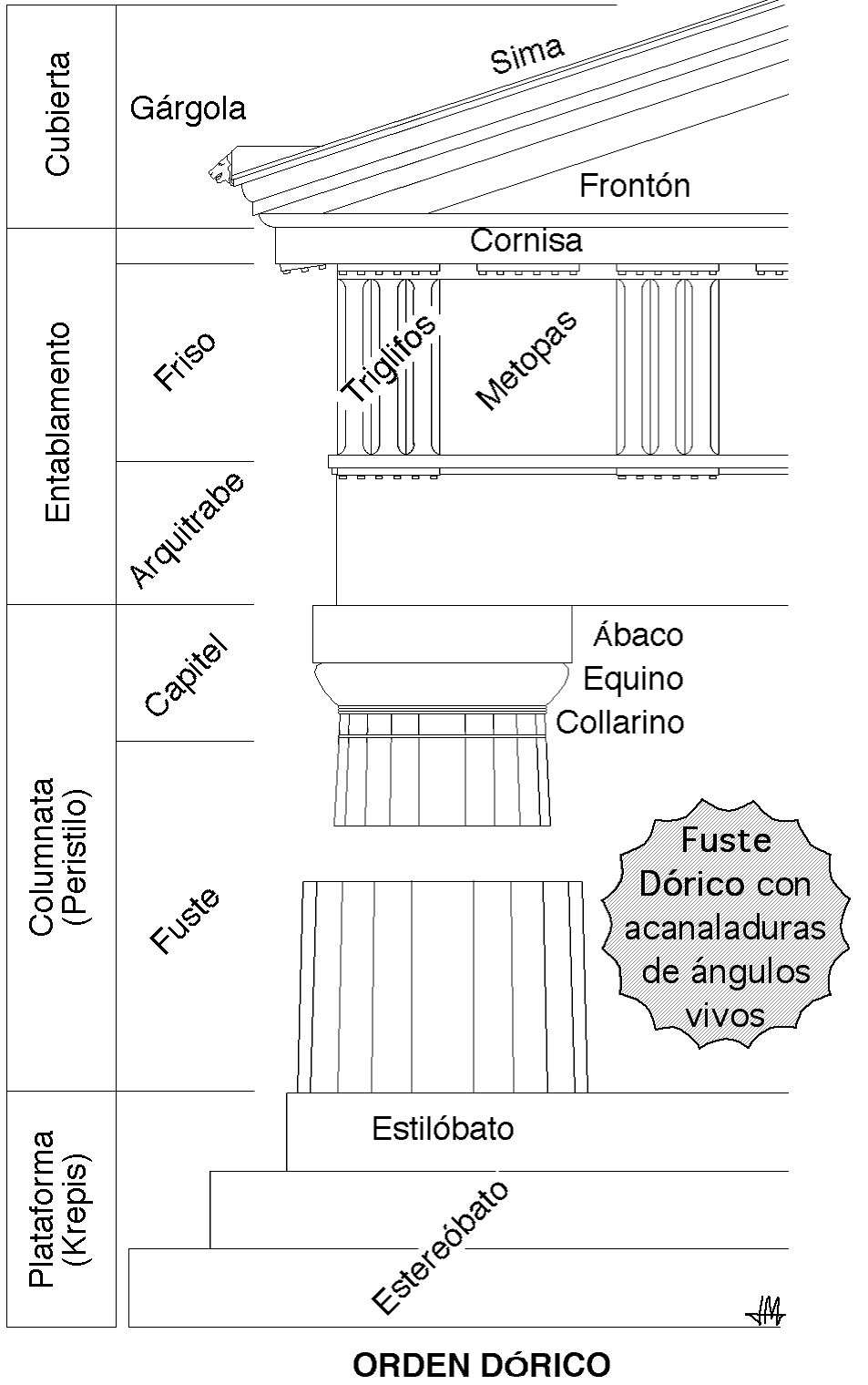
Orden dórico de la Stoa Basileios.

Es visible el nivel de base de las columnas (el estilobato) y el escalón único debajo. Se han ubicado las posiciones de las ocho columnas frontales, de piedra 'poros'  amarilla blanda. La distancia intercolumnar es de 1,9 m. Se encontraron dos de sus bases y fragmentos, de tipo dórico con 16 canales (flautas), que estaban revestidas de estuco.
 En 1974 se excavó la plataforma (crepidoma) sobre la que se apoya el escalón, está formada por material reciclado, en especial numerosos tambores de columnas de 55 centímetros (cm) de diámetro, dispuestos horizontalmente.
En el frente está el líthos o ‘piedra del juramento’. La gran piedra,  parcialmente alisada en su superficie, descansa al nivel del único escalón de la Stoá Basiléios. Era utilizada en la ceremonia anual del cargo, de todos aquellos que estaban a punto de servir a la democracia. 
La pared norte, tiene una altura remanente de 1,2 m y está formada por tres filas (hiladas) de bloques de piedras amarillas perfectamente cortadas y colocadas alineadas sin usar grapas. Son visibles en esta pared los bloques de soporte de bancas o asientos, que rodeaban el interior del edificio. Las columnas internas sostenían el techo. Se encontraron dos tipos de bases, de diferente número y diámetro. El grupo de cuatro bases iguales están separadas por 3,2 m.
El estudio de la estratigrafía del terreno, mostró que los cimientos del extremo sur de la estoa se apoyan directamente sobre la superficie original intacta de arcilla blanca-azulada. Este extremo sur estaba 2 m por debajo del nivel de la adyacente Estoa de Zeus.
En 1974 fue excavada la pared sur que se encuentra debajo de la vía del metro. Fue localizada el anta sur de 59 cm de ancho, con dos filas de bloques y una altura de 78 cm, encima el estilobato.
El extremo norte de los cimientos de la Stoá Basiléios, están sobre una superficie empedrada dura (grava comprimida) de un camino preexistente que cruzaba de noroeste a sureste. Los cimientos del extremo norte, se encuentran apoyados sobre más de 3 m de relleno. Esto se debe al desnivel que presentaba la ribera sur del río Erídano sobre el cual está colocado el extremo de la estoa.